# Nowa Sól
Nowa Sól (německy Neusalz) je město na řece Odře v západním Polsku, v Lubuszském vojvodství, v okrese Nowa Sól. Podle údajů z roku 2011 má 40 369 obyvatel.

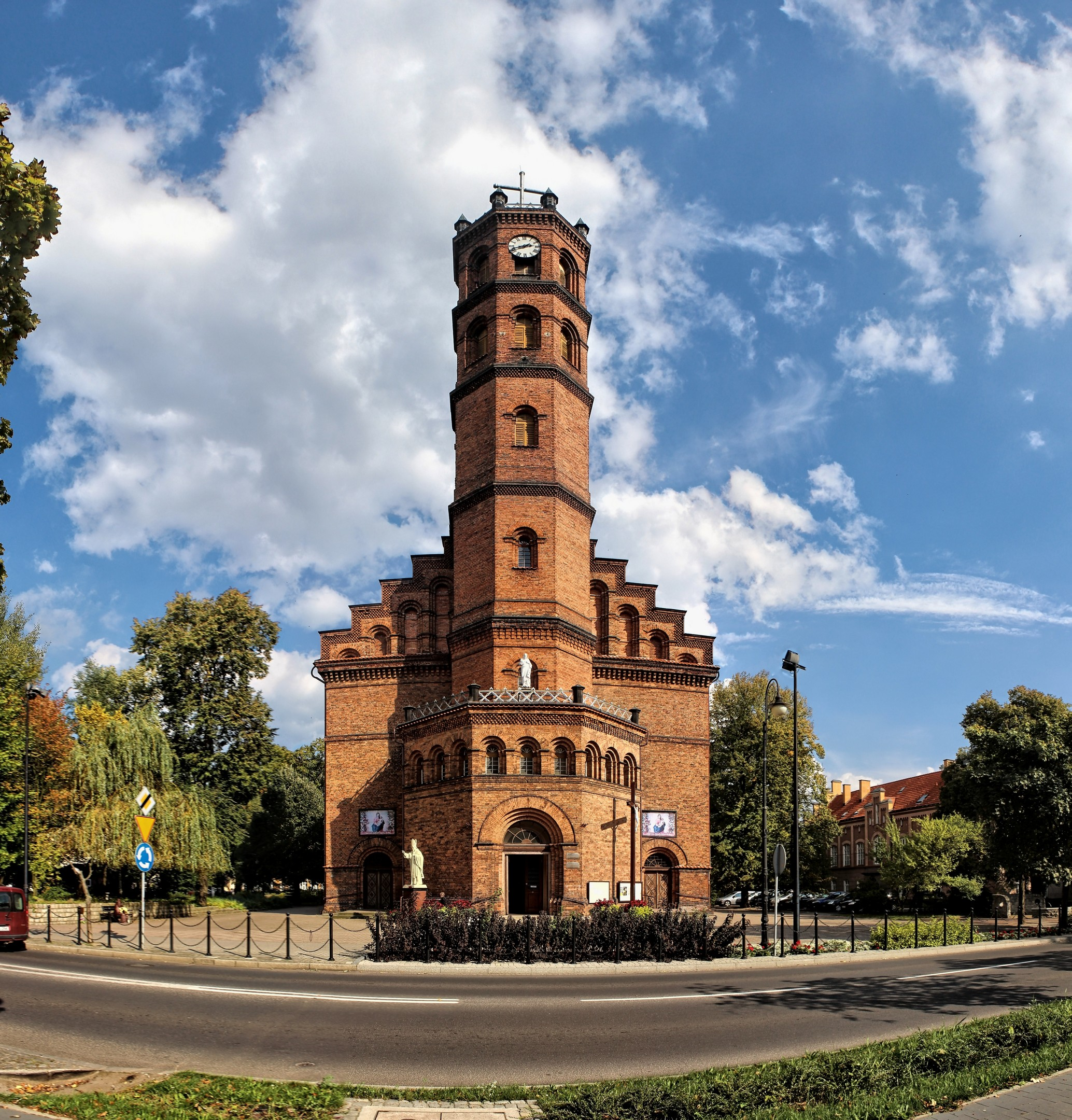
Římskokatolický kostel sv. Antonína (bývalý evangelický) z 19. století

Historie města Nowa Sól sahá zpět do 14. století. Jméno města Neusalzberg bylo poprvé zmíněno v dokumentu z roku 1585 a samotné jméno města je odvozeno od solných dolů, které byly základem městského bohatství až do třicetileté války (1618–1648). Poté město Nowa Sól pomalu ztrácelo své postavení obchodního města a říčního přístavu, až se v roce 1734 stalo obyčejným městem. Roku 1744 byl ve městě založen sbor Moravských bratří (Jednoty bratrské).
Moderní průmyslový vývoj města začal v 19. století, kdy byly otvírány nové továrny, zejména přádelny a ocelárny. Začátkem 20. století byly ve městě vybudovány loděnice a nová železnice, které z města udělaly prosperující místo v Dolním Slezsku a Prusku. Z té doby pochází památkově chráněný Pohyblivý most Nowa Sól.
Během druhé světové války byl ve městě pracovní tábor, patřící ke koncentračnímu táboru Groß-Rosen. Od roku 1945 je Nowa Sól součástí Polska a je hlavním městem okresu Nowa Sól v Lubuszském vojvodství (od roku 1999; 1975-1998 bylo město ve Vojvodství Zelená Hora).

## Významní rodáci
- Bogdan Bojko – polský politik
- Janusz Liberkowski – vítěz prvního ročníku soutěže Americký vynálezce
- Józef Młynarczyk – fotbalista
- Christian David Gebauer – dánský malíř
- Otto Jaekel – německý geolog a paleontolog